# Caecilia tentaculata
Caecilia tentaculata е вид безкрако земноводно от семейство Caeciliidae. Видът не е застрашен от изчезване.

## Разпространение и местообитание
Разпространен е в Бразилия, Венецуела, Еквадор, Колумбия, Перу, Суринам и Френска Гвиана.
Обитава райони с тропически и субтропичен климат, гористи местности, градини и плантации.